# Peter Franken (Mathematiker)
Peter Franken (* 29. Mai 1937 in Moskau; † 4. Dezember 1989 in Berlin) war ein deutscher Mathematiker. Er befasste sich vorrangig mit mathematischen Methoden der Zuverlässigkeits- und Bedienungstheorie. Mit seinen Arbeiten pflegte er eine enge Verknüpfung zwischen Grundlagenforschungen und praktischen Anwendungen in Kooperation mit Industriepartnern.

## Leben
Peter Franken wurde in Moskau als Sohn deutscher Emigranten geboren. Bis zu seinem 18. Lebensjahr wohnte er in der UdSSR, danach übersiedelte er 1955 gemeinsam mit seiner Mutter in die DDR.
Er studierte Mathematik an der Humboldt-Universität zu Berlin (HUB) und schloss sein Studium 1960 als Diplom-Mathematiker ab. In der unmittelbar nachfolgenden Zeit begab er sich erneut nach Moskau zu einem Zusatzstudium bis 1961. Während dieses Aufenthaltes knüpfte er enge Kontakte zu einer Vielzahl von bekannten Mathematikern der Sowjetunion. Nach seiner Rückkehr arbeitete er als Mathematiker am Ökonomischen Forschungsinstitut  (ÖFI) der Staatlichen Plankommission in Berlin.
Seine Promotion erlangte er 1963 an der Friedrich-Schiller-Universität Jena mit einer Dissertation zu Verteilungen für ganzzahlige Zufallsgrößen.  Er habilitierte sich 1970 gleichfalls an der Universität Jena auf dem Gebiet der mathematischen Bedienungstheorie. Danach wurde er 1970 als außerordentlicher Professor an die Humboldt-Universität zu Berlin berufen, wo er 1972 als ordentlicher Professor einen Lehrstuhl an der Sektion Mathematik erhielt.
In seinen Forschungsarbeiten befasste er sich mit Warteschlangentheorie, stochastischen Prozessen (insbesondere Punktprozessen) und Zuverlässigkeitstheorie. Er pflegte hierbei eine sehr enge Verknüpfung zwischen Grundlagenforschungen und praktischen Anwendungen in enger Kooperation mit Industriepartnern.
Mit seinen angewandten Forschungen griff er auch Fragestellungen im Bereich von Hochtechnologien und der angewandten Informatik auf. Peter Franken arbeitete mit seiner Forschungsgruppe auf den Gebieten der mathematischen Warteschlangentheorien und Zuverlässigkeitstheorien. Er interessierte sich auch für die Geschichte der Mathematik auf seinem Fachgebiet und unterstützte entsprechende wissenschaftshistorische Arbeiten, beispielsweise die Habilitationsschrift von Hannelore Bernhardt.
Die wissenschaftlichen Leistungen von Peter Franken drücken sich auch in mehreren Buchübertragungen aus dem Russischen sowie in eigenen Buchpublikationen aus. Zu seinem 50. Geburtstag im Mai 1987 erschien eine Festschrift. Zu seinen akademischen Schülern gehören Klaus Arndt, Andreas Brandt, Bernhard Gerlach, Gunter Last und Bernd Lisek.
Peter Franken verstarb nach langer Krankheit im 53. Lebensjahr in Berlin.

## Ausgewählte Publikationen
- Kolmogorov, Andrej Nikolaevič; Franken, Peter & Nawrotzki, Kurt (Übers. a. d. Russischen): Arbeiten zur Informationstheorie, Teil 3: Ε-Entropie und Ε-Kapazität von Mengen in Funktionalräumen. Berlin: Deutscher Verlag der Wissenschaften 1960.
- Gnedenko, Boris V.; Beljaev, Jurij K.; Solovʹev, Aleksandr D.; Franken, Peter (dt. Bearbeiter und Hrsg.): Mathematische Methoden der Zuverlässigkeitstheorie. Teile 1 und 2. Berlin: Akademie-Verlag 1968.
- Franken, Peter: Queues and point processes. Berlin: Akademie-Verlag 1981.
- Franken, Peter: The point process approach to queuing theory and related topics. Sektion Mathematik der Humboldt-Universität zu Berlin, 1982.
- Franken, Peter: Queues and point processes. Chichester u. a.: Wiley 1982.
- Beichelt, Frank; Franken, Peter: Zuverlässigkeit und Instandhaltung – mathematische Methoden. Berlin: Verlag Technik 1983.
- Beichelt, Frank; Franken, Peter: Zuverlässigkeit und Instandhaltung – mathematische Methoden. München, Wien: Hanser 1984.